# Franz König
Franz König, křtěn Franz Borgia König (3. srpna 1905, Rabenstein an der Pielach – 13. března 2004, Vídeň) byl rakouský kardinál a prelát Římskokatolické církve. Mezi lety 1956–1985 zastával funkci vídeňského arcibiskupa. V roce 1958 se stal kardinálem (titulární kostel Sant'Eusebio).
Ve Vídni je na jeho počest pojmenováno náměstí Kardinal-König-Platz. V roce 1990 se stal spoluzakladatelem Evropské akademie věd a umění se sídlem v Salcburku.

## Vyznamenání
- velká čestná dekorace ve zlatě na stuze Čestného odznaku Za zásluhy o Rakouskou republiku – Rakousko, 1995[2]
- velkokříž Řádu za zásluhy Polské republiky – Polsko, 7. září 1998 – udělil prezident Aleksander Kwaśniewski[3]
- velkokříž Záslužného řádu Maďarské republiky – Maďarsko, 1999
- Řád bílého dvojkříže I. třídy – Slovensko, 21. listopadu 2000 – udělil prezident Rudolf Schuster[4][5]

## Dílo (výběr)
- Pontif. Univ. Gregoriana. Die Amesha Spentas des Awesta und die Erzengel im Alten Testament. Eine religionsgeschichtliche Untersuchung. Verlag Wedl, Melk 1935
- Christus und die Religionen der Erde. 3 svazky. Herder, Vídeň 1951
- Bilanz des Konzils. Katholisches Bildungswerk der Erzdiözese Wien, Vídeň 1966
- Der Aufbruch zum Geist. Styria, Graz u. a. 1972, ISBN 3-222-10723-8
- Mein zweiter Weg zu Christus. Hoffnungen im Umgang mit Jugendlichen, v: entschluss, 1984, sešit 4, strana 17.
- Felix Unger und Franz Kardinal König, Und wir haben doch eine Zukunft. Mensch und Natur an der Schwelle zum 3. Jahrtausend. Verlag Herder, Freiburg - Basel - Wien 1990. ISBN 3-451-21800-3.
- Franz König/ Hans Waldenfels: Lexikon der Religionen. Herder, Freiburg - Basel - Wien 1999, ISBN 3-451-04090-5.